# بیست سال بعد (فیلم ۱۹۶۲)
بیست سال بعد (انگلیسی: Bees Saal Baad) یک فیلم در ژانر معمایی به کارگردانی بیرن ناگ است که در سال ۱۹۶۲ منتشر شد. از بازیگران آن می‌توان به وحیده رحمان اشاره کرد.
این فیلم در جایزه فیلم‌فیر ۱۹۶۲ برنده جوایز بهترین تدوین، بهترین ترانه، بهترین خواننده پلی‌بک زن و بهترین طراحی صدا شده است.